# G55 (China)
De G55 of Erguang Expressway is een autosnelweg in de Volksrepubliek China. De weg loopt van Erenhot naar Guangzhou. De naam Erguang is een porte-manteau van de eindpunten Erenhot en Guangzhou. De G55 is 2.685 kilometer lang.